# معركة جسر دامية
معركة جسر دامية أو الاستيلاء على جسر دامية هي معركة وقعت في 22 سبتمبر 1918م عند جسر دامية الذي يمر فوق نهر الأردن ويربط بين فلسطين والأردن وتمثل هذه المعركة جزء من الحرب العالمية الأولى .